# Kevin Van der Perren
Kevin Van der Perren (Ninove, 6 augustus 1982) is een voormalig Belgische kunstschaatser. Na zijn schaatscarrière werd hij trainer in de kunstschaatswereld.

## Carrière
Kevin van der Perren was actief als solist op de schaatspiste en werd getraind door Silvie De Rijcke. Hij veroverde op het WK voor junioren in 2002, als eerste (en tot nu enige) Belg, een medaille, hij veroverde de zilveren medaille.
Van der Perren heeft aan dertien opeenvolgende EK's meegedaan. Op het EK van 2007 haalde hij brons met een totaalscore van 204,85 (toen een persoonlijke record). Het was de tweede medaille voor België in het mannentoernooi, Fernand Leemans ging hem in 1947 voor, ook hij werd toen derde. Op het EK van 2009 herhaalde hij deze prestatie, ook nu met een nieuwe pr: 219,36. Bij zijn laatste deelname (EK 2012) moest hij zich na de korte kür (hierin eindigde hij als 7e) terug trekken vanwege een gebroken pols die hij tijdens de korte kür had opgelopen.
Aan de Wereldkampioenschappen nam hij tien keer deel. Op het WK van 2008 behaalde hij met de zesde plaats zijn beste eindklassering. Op het WK 2010 deed hij, als eerste man in competitie een combinatie van een 4-voudige sprong met nog eens twee drievoudige sprongen erachteraan.
Na het stoppen met competities werd hij trainer van jonge kunstschaatsers in België, Nederland en Noord-Ierland.

## Stijl
Van der Perren had een heel explosieve stijl. Hij hoorde bij de schaatsers met de beste sprongtechniek in de wereld. Hij kon als een van de eersten in de wereld drievoudige en viervoudige sprongen in combinatie springen. Zijn bijnaam is Mr. Triple Triple Triple, omdat hij als eerste drie drievoudige sprongen in combinatie sprong. Hij gebruikte zeer moderne muziek voor zijn wedstrijden, zoals Pirates of the Caribbean en Moulin Rouge. In het seizoen 2008/09 reed hij op Een nacht op de Kale Berg van Modest Moessorgski (korte kür) en Hero's in Action van Safri Duo.
Van der Perren werd ook wel de exponent van het nieuwe jurysysteem genoemd. In dit systeem hebben alle sprongen, pirouettes en passen een vaste waarde. Hierdoor wordt de rol van de jury geminimaliseerd en wordt de techniek objectief beoordeeld.

## Persoonlijke records
| records             | punten | datum      | toernooi |
| ------------------- | ------ | ---------- | -------- |
| Hoogste totaalscore | 219.36 | 22-01-2009 | EK       |
| Hoogste korte kür   | 075.80 | 21-01-2009 | EK       |
| Hoogste vrije kür   | 147.66 | 31-03-2012 | WK       |

## Belangrijke resultaten
| Kampioenschap          | 96/97 | 97/98 | 98/99  | 99/00 | 00/01 | 01/02  | 02/03 | 03/04 | 04/05 | 05/06 | 06/07 | 07/08 | 08/09 | 09/10 | 10/11 | 11/12    |
| ---------------------- | ----- | ----- | ------ | ----- | ----- | ------ | ----- | ----- | ----- | ----- | ----- | ----- | ----- | ----- | ----- | -------- |
| Olympische Spelen      |       |       |        |       |       | 12e    |       |       |       | 9e    |       |       |       | 17e   |       |          |
| Wereldkampioenschap    |       |       |        | 31e   | 33e   | 14e    | 19e   | 14e   | 8e    |       |       | 6e    | 14e   | 8e    | 17e   | 15e      |
| Europees kampioenschap |       |       |        | 28e   | 23e   | 14e    | 10e   | 11e   | 6e    | 7e    | Brons | 5e    | Brons | 11e   | 4e    | (t.z.t.) |
| Belgisch kampioenschap |       |       | Zilver | Goud  | Goud  | Goud   | Goud  | Goud  |       |       | Goud  |       |       |       | Goud  | Goud     |
| WK junioren            |       |       |        | 26e   | 16e   | Zilver |       |       |       |       |       |       |       |       |       |          |
| BK junioren            | Goud  |       |        |       |       |        |       |       |       |       |       |       |       |       |       |          |

## Privé
In 2013 won hij het VTM-programma Sterren op de dansvloer.
Van der Perren is sinds 17 mei 2008 gehuwd met de Noord-Ierse voormalige topkunstschaatsster Jenna McCorkell. Ze hebben samen twee zonen, geboren in 2019 en 2024. In 2019 verhuisde het koppel naar Noord-Ierland.
Van der Perren is afkomstig uit Ninove. In 2021 werd hij er door burgemeester Tania De Jonge gehuldigd als ereburger.